# Guillem, Príncep de Gal·les
Guillem, príncep de Gal·les KG FRS (Londres, 21 de juny de 1982), nascut William Arthur Philip Louis, és el fill gran del rei Carles del Regne Unit i la difunta Diana de Gal·les i, per tant, successor a la corona britànica. Com a títol reial, formalment no té cognom però quan s'utilitza és Mountbatten-Windsor. La casa i el nom familiar és Windsor.

## Casament i descendència
Guillem de Gal·les es va casar amb Kate Middleton el dia 29 d'abril de 2011 a l'Abadia de Westminster. Arran del seu casament, ostenta els títols de Duc de Cambridge, Comte de Strathearn i Baró Carrickfergus.
Tenen tres fills:
- Jordi, nascut a Londres el 22 de juliol de 2013.[4]
- Carlota, nascuda a Londres el 2 de maig de 2015.[5]
- Lluís, nascut a Londres el 23 d'abril de 2018.[6]

## Títols i honors
- 21 de juny de 1982  –  29 d'abril de 2011: Sa Altesa Reial el príncep Guillem de Gal·les.
- 29 d'abril de 2011  –  8 de setembre de 2022: Sa Altesa Reial el duc de Cambridge, comte de Strathearn i baró Carrickfergus.
- 8 de setembre de 2022  –  9 de setembre de 2022: Sa Altesa Reial el duc de Cornualla i de Cambridge, duc de Rothesay, comte de Strathearn i baró Carrickfergus.
- 9 de setembre de 2022  –  Actualitat: Sa Altesa Reial el príncep de Gal·les.

El títol oficial del príncep és Sa Altesa Reial Guillem Artur Felip Lluís, príncep de Gal·les, duc de Cornualla, duc de Cambridge, duc de Rothesay, comte de Chester, comte de Carrick, comte de Strathearn, baró de Renfrew, baró Carrickfergus, senyor de les Illes, reial cavaller company de la Molt Noble Orde de la Garrotera, Mestre en Arts, i tots els altres títols vinculats a l'hereu a la corona britànica.